# Кривичі (Львівський район)
Кривичі́ — село в Україні, у Львівському районі Львівської області (до 2020 — Золочівський район).
В селі зареєстровано 262 особи.

## Походження назви
Українська мовознавець Алла Коваль у своїй праці «Знайомі незнайомці: Походження назв поселень України» висловлює теорію, що назва села Кривичі походить від назви племені східних слов'ян — кривичів.

## Історія
Село Кривичі (лат. Villa Krziwicze) згадується в інвентарі Львівського староства за 1534 рік, на той час було у королівській власності, належало до Глинян. В документі міститься перелік кметів у селі: Іван Наконечний (Iwan Nakonycznij), Мисик (Myczyk), Іван Мисів (Iwan Myssow), Михалко (Mychalko), Климко (Climko), Станкович (Stankowycz), Динис (Dynyssz), Демко (Demyko), Глепко (Hlepko).
За даними люстрації 1617 року в Кривичах було 10 тяглих селян, які сиділи на дворищах. Був тут млин на рові, раніше також була корчма, але на час люстрації її вже не було.
Влітку 1763 року в Кривичах мешкали 193 греко-католики та 2 римо-католики.
Село під назвою «Krziwice» зображене на австрійській мапі Фрідріха фон Міґа (1779 —  1783). На пізніших австрійських картах 1861 — 1864 рр. добре видно великий Перегноївський став, який протягнувся на північ від Кривич аж до Перегноєва.
У Географічному словнику Королівства Польського (1880) міститься така інформація про Кривичі:
|  | Кривичі – село Перемишлянського повіту, належить до греко-католицької парафії Словіти. Лежить на 15 км на північ від Перемишлян, оточене болотами, званими Мазів, які тягнуться аж до Глинян. В ґміні 91 дім та 441 мешканець, ще 4 доми і 23 мешканці на панському дворі Тадеуша Хшонща, який має 83 морги ріллі, 105 лугів, 44 пасовищ. У власності селян 542 морги ріллі, 295 лугів, 47 пасовищ. Грунт урожайний. |

29 жовтня 1930 року польська поліція під час планової державної акції «пацифікації» проводила в селі обшук від 4 до 7 години вечора. В кооперативній крамниці товари розкидали по підлозі, вимішуючи в одну купу квасолю, пшеницю, жито, гречку. При цьому був побитий крамар Степан Безручко.
Після встановлення у 1939 році на Західній Україні радянської влади, Кривичі віднесли до новоствореного Глинянського району, Львівської області. У 1962 році в результаті реформ село увійшло до Золочівського району.
У період Других визвольних змагань в селі діяло Збройне підпілля ОУН, зокрема боївка СБ Глинянського районного проводу під командуванням Володимира Макаровського-«Чайки». 
Після децентралізації в Україні у 2020 році Кривичі були включені до складу Глинянської міської громади Львівського району.

## Населення

### Мова
Розподіл населення за рідною мовою за даними перепису 2001 року:
| Мова       | Кількість | Відсоток |
| ---------- | --------- | -------- |
| українська | 280       | 98.94%   |
| російська  | 3         | 1.06%    |
| Усього     | 283       | 100%     |